# Evangelisch-Lutherisches Dekanat Uffenheim
Das Evangelisch-Lutherische Dekanat Uffenheim ist eines der 19 Dekanate des Kirchenkreises Ansbach-Würzburg. Amtierender Dekan ist Max von Egidy.

## Geschichte
Viele Kirchengemeinden im Dekanatsbezirk können auf eine lange evangelische Tradition seit der Reformation zurückblicken. Die meisten Gemeinden gehörten zum Markgraftum Brandenburg-Ansbach. Im Fürstentum Ansbach wurde 1528 die Reformation eingeführt. Aub gehörte zum Hochstift Würzburg und Gelchsheim zum Deutschen Orden. Beide Orte blieben mit Ausnahme der Schwedenzeit katholisch. In Geißlingen, Gollachostheim, Gülchsheim, Hemmersheim, Pfahlenheim, Lipprichhausen und Rodheim war die Landeshoheit zwischen dem Zehnterrn Würzburg (½), v. Baldersheim (¼), v. Rosenberg (¼) und dem Schutzherrn Ansbach strittig. Ansbach konnte dennoch die Reformation zwischen 1530er und 1550er Jahren durchsetzen. In der Grafschaft Limpurg-Speckfeld wurde zwischen 1540 und 1555 die evangelische Lehre eingeführt. Zum Herrschaftsgebiet gehörte auch Gollhofen. Unter der Herrschaft der Seinsheimer bzw. Schwarzenberg standen Weigenheim und Herbolzheim (½ mit Würzburg). Die komplizierten Herrschaftsverhältnisse, die Gegenreformation, sowie der Konfessionwechsel durch Erbschaft der katholischen Linie der Schwarzenberg führte in diesen Orten zur gemeinsamen Benützung der Kirche durch die evangelischen und katholischen Gemeinden.

## Kirchengemeinden
Zum Bezirk gehören 40 Kirchengemeinden, die in 15 Pfarreien zusammengefasst sind. In den Gemeinden leben ca. 11.000 Gemeindeglieder. Im Folgenden sind die Pfarreien und Kirchengemeinden sowie deren Kirchengebäude aufgeführt.
- Pfarrei Aub-Gülchsheim
  - Kirchengemeinde Aub, Ev.-Luth. Pfarrkirche
  - Kirchengemeinde Hemmersheim, Filialkirche St. Kilian
  - Kirchengemeinde Gülchsheim, Ev.-Luth. Filialkirche
  - Kirchengemeinde Geißlingen, Filialkirche St. Martin
- Pfarrei Ermetzhofen
  - Kirchengemeinde Ermetzhofen, Pfarrkirche Heilig Kreuz
  - Kirchengemeinde Custenlohr, Filialkirche St. Jakob
  - Kirchengemeinde Neuherberg, Filialkirche St. Andreas
- Pfarrei Equarhofen
  - Kirchengemeinde Equarhofen, Pfarrkirche St. Kilian
- Pfarrei Gollhofen
  - Kirchengemeinde Gollhofen, Pfarrkirche St. Johannis
- Pfarrei Gnötzheim
  - Kirchengemeinde Gnötzheim, Pfarrkirche St. Johannes
  - Kirchengemeinde Martinsheim, Ev.-Luth. Filialkirche (1949)
  - Kirchengemeinde Enheim, Ev.-Luth. Filialkirche (1859)
  - Kirchengemeinde Wässerndorf, St. Michael (1966) mit Epitaphienhalle
- Pfarrei Gnodstadt
  - Kirchengemeinde Gnodstadt, St. Peter und Paul
- Pfarrei Ippesheim-Herrnberchtheim
  - Kirchengemeinde Ippesheim, Heilig Kreuz
  - Kirchengemeinde Bullenheim, St. Leonhard
  - Kirchengemeinde Herrnberchtheim, Ev.-Luth. Pfarrkirche
  - Kirchengemeinde Oberickelsheim, Filialkirche St. Markus
  - Kirchengemeinde Unterickelsheim, Filialkirche St. Nikolaus
- Pfarrei Langensteinach
  - Kirchengemeinde Langensteinach, Pfarrkirche St. Peter und Paul mit Kleinharbach
  - Kirchengemeinde Großharbach, St. Michael
  - Kirchengemeinde Reichardsroth, Filialkirche St. Johannes Baptist
- Pfarrei Lipprichhausen
  - Kirchengemeinde Lipprichhausen, Pfarrkirche St. Maria
  - Kirchengemeinde Pfahlenheim, Filialkirche St. Ursula und Wendelin
  - Kirchengemeinde Gollachostheim, Filialkirche St. Jakobus und Nikolaus
- Pfarrei Seenheim
  - Kirchengemeinde Seenheim, Pfarrkirche St. Margaretha (1725–28)
  - Kirchengemeinde Rudolzhofen, Filialkirche Dreieinigkeitskirche (ab 1747)
- Pfarrei Simmershofen
  - Kirchengemeinde Simmershofen, Pfarrkirche St. Michael und Crispin und Nebenkirche Heilig Kreuz
  - Kirchengemeinde Adelhofen, Filialkirche St. Bartholomäus mit Brackenlohr
  - Kirchengemeinde Auernhofen, Filialkirche Heiligkreuz und St. Blasius
- Pfarrei Uffenheim
  - Kirchengemeinde Uffenheim, Stadtpfarrkirche St. Johannis d. T., Spitalkirche, Jobstkapelle
- Pfarrei Ulsenheim
  - Kirchengemeinde Ulsenheim, Pfarrkirche St. Jakob
  - Kirchengemeinde Herbolzheim, Filialkirche St. Michael
  - Kirchengemeinde Uttenhofen, Filialkirche St. Matthäus (1703)
- Pfarrei Wallmersbach
  - Kirchengemeinde Wallmersbach, Pfarrkirche St. Maria Magdalena und Bernhard
  - Kirchengemeinde Welbhausen, Filialkirche St. Martin (18. Jh.)
  - Kirchengemeinde Hohlach, Filialkirche St. Georg
- Pfarrei Weigenheim
  - Kirchengemeinde Weigenheim, Ev.-Luth. Pfarrkirche (1828–32)
  - Kirchengemeinde Reusch, Filialkirche St. Marien
  - Kirchengemeinde Geckenheim, Filialkirche St. Georg